# Estación de Killwangen-Spreitenbach
La estación de Killwangen-Spreitenbach es una estación ferroviaria de la comuna suiza de Killwangen, en el Cantón de Argovia.

## Historia
La primera estación ferroviaria de Killwangen-Spreitenbach fue abierta en 1847, formando parte de la línea Zúrich - Baden, y siendo una de las primeras estaciones de ferrocarril de Suiza. Actualmente un edificio de nueva construcción ha reemplazado al original.

## Situación
La estación se encuentra ubicada en el borde noreste del núcleo urbano de Killwangen, aunque también da servicio a la comuna de Spreitenbach, situada al sur de la estación.
La estación de Killwangen-Spreitenbach cuenta con dos andenes centrales a los que acceden cuatro vías pasantes, a las que hay que añadir otras dos vías pasantes, así como una doble vía pasante que circunvala la estación para acceder a la gran playa de vías situada al sureste de la estación, destinada para los trenes de mercancías, y que también tiene una derivación a unos almacenes. En el noroeste de la estación existe una bifurcación donde nace un ramal para poder conectar en la estación de Würenlos con la línea Wettingen - Effretikon.
En términos ferroviarios, la estación se sitúa en la línea Zúrich - Basilea SBB, más conocida como la línea del Bözberg. Sus dependencias ferroviarias colaterales son la estación de Neuenhof hacia Baden y la estación de Dietikon en dirección Zúrich.

## Servicios ferroviarios
Los servicios ferroviarios de esta estación están prestados por SBB-CFF-FFS:

### S-Bahn Zúrich
La estación está integrada dentro de la red de trenes de cercanías S-Bahn Zúrich, y en la que efectúan parada los trenes de varias líneas pertenecientes a S-Bahn Zúrich:
- S 3 (Bülach –) Hardbrücke –  Zúrich HB – Stadelhofen – Effretikon – Wetzikon
- S 12 Brugg – Altstetten – Zúrich HB – Stadelhofen – Winterthur – Schaffhausen/Wil
- S N1 Winterthur – Zúrich HB – Baden – Lenzburg – Aarau